# Pycreus filicinus
Pycreus filicinus là loài thực vật có hoa trong họ Cói. Loài này được (Vahl) T.Koyama miêu tả khoa học đầu tiên năm 1974.